# سفارة النرويج في كندا
سفارة النرويج في كندا هي أرفع تمثيل دبلوماسي لدولة النرويج لدى كندا. تقع السفارة في أوتاوا وهي تهدف لتعزيز المصالح النرويجية في كندا.

## وصلات خارجية
- الموقع الرسمي
- قائمة سفارات النرويج
- قائمة السفارات في كندا